# Sionismo verde
O sionismo verde (ou ecossionismo) é um tipo de sionismo que se concentra no meio ambiente de Israel. Ele combina preocupações ambientais específicas de Israel com o apoio à existência de Israel como um estado judeu.
De acordo com a ideologia de Aaron David Gordon, a proteção e conservação da natureza em Eretz Israel é uma ferramenta importante para o renascimento nacional judaico. 
O termo é agora usado pela Aytzim, a primeira organização ambiental a participar do Congresso Sionista Mundial, da Organização Sionista Mundial e de suas agências constituintes.